# 스기야마 시게마루

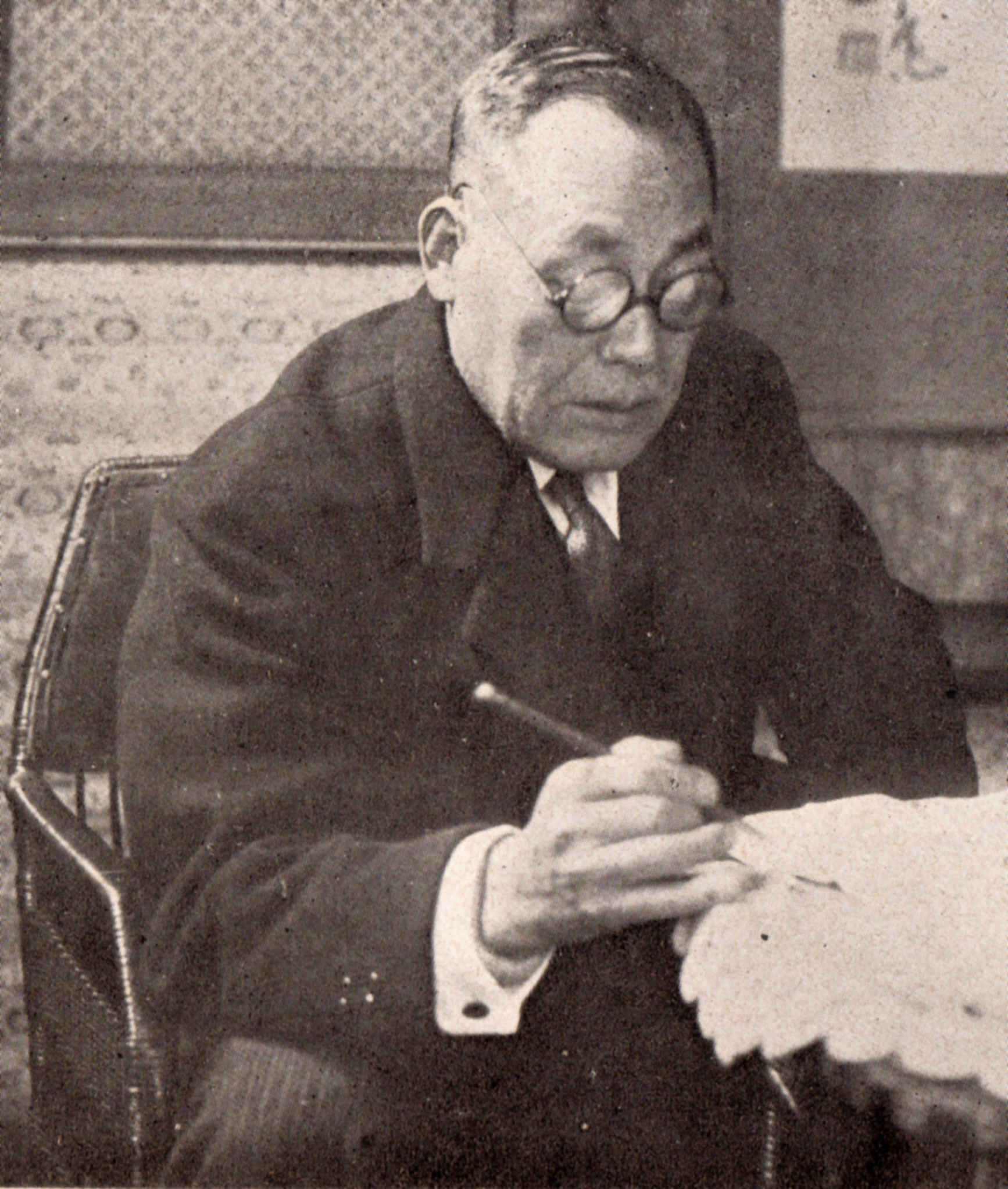
스기야마 시게마루

스기야마 시게마루(杉山茂丸)는 일본의 정치운동가, 기업인이다. 별명은 정계의 흑막(政界の黒幕)